# Sieferhof (Leichlingen)
Sieferhof ist eine Hofschaft in der Stadt Leichlingen (Rheinland) im Rheinisch-Bergischen Kreis.

## Lage und Beschreibung
Sieferhof liegt östlich des Leichlinger Zentrums in den Quellbereichen des Sieferhofer Bachs und des Holzerhofer Bachs, beide Zuläufe des Weltersbachs, westlich des Höhendorfs Witzhelden.
Weitere Nachbarorte sind Holzerhof, Krähwinkel, Neukrähwinkel, Bechhausen, Herscheid, Metzholz, Schneppenpohl, Krabbenhäuschen, Weltersbach, Hinterberg, Paulinenhof, Claasholz und Oberbüscherhof.

## Geschichte
Der Ortsname leitet sich von der Lage des Hofs an den Siefen her, die von dem Sieferhofer und dem Holzerhofer Bach gebildet werden. Die Karte Topographia Ducatus Montani aus dem Jahre 1715 zeigt einen Hof unter dem Namen Zieferhof. Im 18. Jahrhundert gehörte der Ort zum Kirchspiel Witzhelden im bergischen Amt Miselohe. Die Topographische Aufnahme der Rheinlande von 1824 und die Preußische Uraufnahme von 1844 verzeichnen den Ort beide als Sieferhof. 
1815/16 lebten 19 Einwohner im Ort. 1832 gehörte Sieferhof dem Kirchspiel Witzhelden der Bürgermeisterei Burscheid an. Der laut der Statistik und Topographie des Regierungsbezirks Düsseldorf als Hofstadt kategorisierte Ort besaß zu dieser Zeit fünf Wohnhäuser und sieben landwirtschaftliche Gebäude. Zu dieser Zeit lebten 28 Einwohner im Ort, davon zwei katholischen und 26 evangelischen Glaubens.
Aufgrund der Gemeindeordnung für die Rheinprovinz erhielt 1845 das Kirchspiel Witzhelden den Status einer Gemeinde, schied aus der Bürgermeisterei Burscheid aus und bildete ab 1850 eine eigene Bürgermeisterei. Im Gemeindelexikon für die Provinz Rheinland werden 1885 sechs Wohnhäuser mit 15 Einwohnern angegeben. 1895 besaß der Ort fünf Wohnhäuser mit 26 Einwohnern, 1905 drei Wohnhäuser und 13 Einwohner.
Am 1. Januar 1975 wurde die Gemeinde Witzhelden mit Sieferhof in Leichlingen eingemeindet.